# Andy Scott (musiker)
Andy Scott, född Andrew David Scott 30 juni 1949 i Wrexham, Wales, är en engelsk gitarrist, sångare och låtskrivare, mest känd för sin tid i bandet Sweet. Bland låtar han skrev under 1970-talet i Sweet kan nämnas "Lady Starlight" som finns på albumet Desolation Boulevard från 1974, "Dream On", "Love Is Like Oxygen" och "Fountain" som alla finns på LP:n Level Headed från 1978. 

## Diskografi (urval)

### Solo
Samlingsalbum
- 30 Years (1993)

Singlar
- "Lady Starlight" / "Where D'Ya Go" (1975)
- "Where D'Ya Go" / "Lady Starlight" (1975)
- "Krugerrands" / "Face" (1984)
- "Let Her Dance" / "Suck It And See" (1984)
- "Invisible" / "Never Too Young" (1984)

12" Singlar
- "Gotta See Jane" / "Gotta See Jane" (Radio Mix) (3:10) / "Krugerrands" (4:00)
- "Krugerrands" (Club Mix) (4:04) / "Face" (4:48) / "Krugerrands" (Single Edit) (3:40) / "Krugermental" (4:08)
- "Let Her Dance" (8:06) / "Let Her Dance" (Instrumental) (4:24) / "Suck It and See" (4:19)
- "Invisible" (7" Version) (3:54) / "Invisible" (Instrumental) (5:53) / "Invisible" (5:20) / "Never Too Young" (3:08)

### Med Ladders
Singlar
- "Gotta See Jane" / "Krugerrands" (1983)

### Med Andy Scott's Sweet
Studioalbum (urval)
- "A" (1992)
- The Answer (1995)
- Chronology (2002) (studioalbum med nyinspelningar av Sweet-material)
- Sweetlife (2002)
- New York Connection (2012) (studioalbum med cover-låtar)

Singlar
- "X-Ray Specs" (1991)
- "Stand Up" (1992)
- "Am I Ever Gonna See Your Face Again" (1992)
- "Do It All Over Again" (2002)